# Jean-François Solnon
Jean-François Solnon, né le 19 janvier 1947 à Lons-le-Saunier, est un historien français. 
Agrégé d'histoire, docteur en histoire et en lettres (thèse de 3e cycle en 1977, HDR en 1991), il est professeur émérite d'histoire moderne à l'université de Besançon et président du jury Lucien Febvre. Très grand spécialiste de l'Ancien Régime ainsi que de l'Empire ottoman, il est l'auteur d'une vingtaine d'essais et de biographies, et lauréat de plusieurs prix d'histoire.

## EmissionSecrets d'Histoire
Il participe régulièrement à l'émission Secrets d'histoire, présentée par Stéphane Bern, sur France 3. 
Il intervient en particulier dans les numéros consacrés à des personnages de la Renaissance et de l'Ancien Régime, notamment :
- Et si Henri III n'était pas mignon ? (2016)[2]
- La légende noire de la reine Margot (2017)[3]
- Mme de Montespan : le grand amour du Roi-Soleil (2020)[4]

## Publications
- 215 Bourgeois gentilshommes au XVIIIe siècle. Les secrétaires du Roi à Besançon, Les Belles Lettres, 1980.
- Quand la Franche-Comté était espagnole, Fayard, 1983, Prix du Livre comtois.

- Prix Mottart 1984 de l’Académie française.
- La Véritable Hiérarchie sociale de l'ancienne France. Le tarif de la première capitation (avec François Bluche), Droz, 1983.
- La Cour de France, Paris, Fayard, coll. « Nouvelles études historiques », 1987, 649 p. (ISBN 2-213-02015-9, présentation en ligne), [présentation en ligne].Réédition : La Cour de France, Paris, Perrin, coll. « Tempus » (no 557), 2014, 2e éd., 866 p., poche (ISBN 978-2-262-04252-3).

- Prix Thiers 1988 de l’Académie française.
- Mémoires de Primi Visconti, Introduction et notes, Perrin, 1988, Tempus, 2015.
- Les Ormesson, au plaisir de l'État, Fayard, 1992, Grand Prix Richelieu de l'Histoire.
- Versailles (avec Bruno de Cessole et Frédéric Valloire), Chêne, 1999.
- Sources d'histoire de la France moderne. XVIe, XVIIe, XVIIIe siècle, Larousse, 1994.
- Versailles, Le Rocher, 1997.
- Histoire de Versailles, Perrin, « Tempus », 2003.
- Henri III. Un désir de majesté, Perrin, 2001 ; Perrin, « Tempus », 2007.
- Catherine de Médicis, Perrin, 2003 et « Tempus » 2009. Traduit en portugais, espagnol, tchèque.
- Le Turban et la Stambouline - L'Empire ottoman et l'Europe, XVIe – XXe siècles, affrontement et fascination réciproques, Perrin, 2009. Prix du Livre d'histoire de l'Europe. Traduit en turc sous le titre Sarık ve İstanbulin, éditions Doğan Kitap, 2013.

- Prix Monsieur et Madame Louis-Marin 2009 de l’Académie des sciences d’outre-mer
- Les Couples royaux dans l'histoire. Le pouvoir à quatre mains, Perrin, 2012, traduit en russe.
- Le Goût des rois. L'homme derrière le monarque, Perrin, 2015.
- Louis XIV. Vérités et légendes, Perrin, 2015, 180 p.  (ISBN 978-2-2620-5037-5)
- Versailles. Vérités et légendes, Perrin, 2017, 240 p.  (ISBN 978-2-2620-6835-6)
- L'Empire ottoman et l'Europe, Tempus Perrin/Poche, 2017, 864 p. (ISBN 978-2-2620-7216-2)
- Histoire des favoris, Perrin, 2019, 448 p. (ISBN 978-2-2620-4200-4)
- Anne d'Autriche, Perrin, 2022, 420 p. (ISBN 978-2-262-08455-4)